# 326
326 (CCCXXVI) var ett normalår som började en lördag i den julianska kalendern.

## Händelser

### Maj
- 3 maj – Sankta Helena upptäcker det så kallade sanna korset (traditionellt år).

### Okänt datum
- Konstantin den store grundar Konstantinopel och införlivar Byzantion med den nya staden.
- Konstantin firar tjugoårsjubileet av sitt trontillträde genom att påvisa sina triumfer över barbarerna och Licinius.
- Konstantin stiftar lagar mot prostituering av slavinnor och för humanisering av fängelser.
- Den första kyrkan på nuvarande Vatikanstatens plats byggs, vilket anses vara där Petrus ligger begravd.
- Kyrkorna på Golgata börjar byggas.

## Avlidna
- 17 april – Alexander av Alexandria, helgon, patriark av Alexandria
- Crispus, son till Konstantin den store (avrättad)
- Fausta, andra hustru till Konstantin den store (avrättad)